# Římský kánon
Římský kánon, od roku 1969 nazývaný také první eucharistická modlitba, vznikl v liturgii římskokatolické církve během 4. až 7. století. 

## Charakteristika
Od té doby zůstal prakticky nezměněn až do liturgické reformy po druhém vatikánském koncilu, kdy byl mírně upraven a některé jeho části (označené závorkou) je možné vynechat. 
Současně k němu byly jako alternativa zavedeny ještě druhá, třetí a čtvrtá eucharistická modlitba (později bylo zavedeno ještě několik dalších). Při slavení mše Pavla VI. se používá jen zřídka, zejména při slavnostních příležitostech, při slavení mše svaté v tradičním římském ritu se užívá výhradně.